# Nunatak Breeding
El nunatak Breeding (77°4′S 142°28′O / -77.067, -142.467) es un nunatak aislado que se encuentra a 18,5 km al noreste de las montañas Allegheny en las cordilleras Ford de la Tierra de Marie Byrd en la Antártida. Fue relevado por el United States Geological Survey fotografías aéreas de la marina de Estados Unidos en 1959–65, y fue nombrado por el Comité Asesor de Nombres Antárticos en honor de George H. Breeding, administrador de la estación Byrd, 1967.